# Olympia (Schiff, 1895)
Die Olympia war ein Geschützter Kreuzer der United States Navy, benannt nach Olympia, Hauptstadt des Bundesstaats Washington. Während des Spanisch-Amerikanischen Krieges nahm sie 1898 als Flaggschiff des Kommandeurs der asiatischen Schwadron, George Dewey, an der Schlacht in der Bucht von Manila teil.
Jetzt Museumsschiff ist sie das älteste noch existierende Stahlschiff, das in der US Navy genutzt wurde sowie ein National Historic Landmark.

## Geschichte

### Entwicklung und Bau
Das Schiff wurde am 17. Juni 1891 auf Kiel gelegt und hatte am 5. November 1892 seinen Stapellauf. Die Olympia wurde von Miss Ann B. Dickie am 5. November 1892 auf ihren Namen getauft und am 5. Februar 1895 in Dienst gestellt.

### Einsatz
Sie diente während des Spanisch-Amerikanischen Krieges 1898 als Flaggschiff der asiatischen Schwadron der US Navy und nahm an der Schlacht in der Bucht von Manila unter dem Kommando von Commodore George Dewey teil. Im Jahre 1899 fuhr sie wieder in die USA zurück. Am 8. November wurde sie außer Dienst und im Januar 1902 wieder in Dienst gestellt. Von 1902 bis 1906 war sie im Atlantik, der Karibik und dem Mittelmeer aktiv; zu ihren Kommandanten gehörte der spätere Oberbefehlshaber der US Navy, William H. Standley. Am 1. April 1906 wurde sie in Norfolk erneut außer Dienst gestellt. Wieder in Dienst gestellt wurde sie am 15. Mai 1907. Ab 1909 war sie Übungsschiff der Marineakademie und von 1912 bis 1916 diente sie als Kasernenschiff. Schließlich wurde sie 1916 abermals in Dienst gestellt. Während des Ersten Weltkriegs und der ersten Nachkriegsjahre operierte sie als Teil der Alliierten Intervention in den Russischen Bürgerkrieg im Atlantik und der Arktis, außerdem im Mittelmeer. Am 9. Dezember 1922 wurde sie endgültig ausgemustert.
Sie wurde 1957 wieder in den Originalzustand von 1898 zurückversetzt. Im Januar 1964 erhielt die Olympia den Status eines National Historic Landmarks zuerkannt. Seit Oktober 1966 ist sie als Struktur im National Register of Historic Places eingetragen. Seit 1996 liegt sie als Museumsschiff im Independence Seaport Museum, Penn’s Landing, Philadelphia. Die beiden vertikalen Dreifach-Expansionsmaschinen haben technikgeschichtlichen Denkmalswert.